# Agence brésilienne du renseignement
L'Agence brésilienne du renseignement (en portugais : Agência Brasileira de Inteligência, ABIN) est le service de renseignement brésilien. Il fut créé par décret du président Fernando Henrique Cardoso en décembre 1999. Son rôle est d’identifier les menaces potentielles qui peuvent affecter le pays et de protéger sa souveraineté.
Successeur du Serviço Nacional de Informações, il est actuellement dirigé par Luiz Fernando Corrêa et a son siège à Brasilia.
En janvier 2024, le président Luiz Inacio Lula da Silva limoge Alessandro Moretti, le directeur adjoint de l'ABIN, en raison de soupçons d'implication dans un réseau clandestin ayant utilisé illégalement le logiciel espion israélien FirstMile pour surveiller des centaines de personnalités politiques sous la présidence de Jair Bolsonaro,.